# Machilus foonchewii
Machilus foonchewii är en lagerväxtart som beskrevs av Shu Kang Lee. Machilus foonchewii ingår i släktet Machilus och familjen lagerväxter. Inga underarter finns listade i Catalogue of Life.